# Bahnstrecke Chabówka–Zakopane
| |                      |                                     |                                |
| Streckennummer: | 99                   |                                     |                                |
| Kursbuchstrecke: | 135                  |                                     |                                |
| Streckenlänge: | 43,334 km            |                                     |                                |
| Spurweite: | 1435 mm (Normalspur) |                                     |                                |
| Stromsystem: | 3 kV =               |                                     |                                |
| Streckengeschwindigkeit: | 90 km/h              |                                     |                                |
| |                      |                                     |                                |
| \| \| \| von Nowy Sącz \| \| \| \| 0,000 \| Chabówka \| Chabówka \| \| \| \| Raba \| \| \| \| \| nach Sucha Beskidzka \| \| \| \| \| Landesstraße 47 \| \| \| \| \| Raba \| \| \| \| 3,275 \| Rokiciny Podhalańskie \| 500 m \| \| \| 5,621 \| Raba Wyżna \| 530 m \| \| \| 10,988 \| Sieniawa \| 600 m \| \| \| \| Raba \| \| \| \| \| Scheitelpunkt (Przełęcz Sieniawska) \| 711 m \| \| \| 15,020 \| Pyzówka (seit 1953) \| 711 m \| \| \| 18,098 \| Lasek \| 640 m \| \| \| \| Czarny Dunajec \| \| \| \| 22,593 \| Nowy Targ \| 600 m \| \| \| \| nach Suchá Hora \| \| \| \| 26,530 \| Szaflary \| 640 m \| \| \| 28,390 \| Szaflary Wieś \| 650 m \| \| \| 33,856 \| Biały Dunajec \| 720 m \| \| \| \| Biały Dunajec \| \| \| \| \| Landesstraße 47 \| \| \| \| 37,466 \| Poronin \| 740 m \| \| \| \| \| \| \| \| \| Zakopane Spyrkówka (seit 1930) \| \| \| \| 43,334 \| Zakopane \| 835 m \| |                      |                                     |                                |
| Strecke |                      | von Nowy Sącz                       | von Nowy Sącz                  |
| Bahnhof | 0,000                | Chabówka                            | Chabówka                       |
| Brücke über Wasserlauf |                      | Raba                                | Raba                           |
| Abzweig geradeaus und nach rechts |                      | nach Sucha Beskidzka                | nach Sucha Beskidzka           |
| Strecke mit Straßenbrücke |                      | Landesstraße 47                     | Landesstraße 47                |
| Brücke über Wasserlauf |                      | Raba                                | Raba                           |
| Haltepunkt / Haltestelle | 3,275                | Rokiciny Podhalańskie               | 500 m                          |
| Bahnhof | 5,621                | Raba Wyżna                          | 530 m                          |
| Bahnhof | 10,988               | Sieniawa                            | 600 m                          |
| Brücke über Wasserlauf |                      | Raba                                | Raba                           |
| Kulminations-/Scheitelpunkt |                      | Scheitelpunkt (Przełęcz Sieniawska) | 711 m                          |
| Haltepunkt / Haltestelle | 15,020               | Pyzówka (seit 1953)                 | 711 m                          |
| Bahnhof | 18,098               | Lasek                               | 640 m                          |
| Brücke über Wasserlauf |                      | Czarny Dunajec                      | Czarny Dunajec                 |
| Bahnhof | 22,593               | Nowy Targ                           | 600 m                          |
| Abzweig geradeaus und ehemals nach rechts |                      | nach Suchá Hora                     | nach Suchá Hora                |
| Bahnhof | 26,530               | Szaflary                            | 640 m                          |
| Haltepunkt / Haltestelle | 28,390               | Szaflary Wieś                       | 650 m                          |
| Bahnhof | 33,856               | Biały Dunajec                       | 720 m                          |
| Brücke über Wasserlauf |                      | Biały Dunajec                       | Biały Dunajec                  |
| Strecke mit Straßenbrücke |                      | Landesstraße 47                     | Landesstraße 47                |
| Bahnhof | 37,466               | Poronin                             | 740 m                          |
| Strecke von links · Abzweig geradeaus und nach rechts |                      |                                     |                                |
| Betriebs-/Güterbahnhof Streckenende · Strecke |                      | Zakopane Spyrkówka (seit 1930)      | Zakopane Spyrkówka (seit 1930) |
| Kopfbahnhof Streckenende | 43,334               | Zakopane                            | 835 m                          |

Die Bahnstrecke Chabówka–Zakopane ist eine eingleisige, elektrifizierte Eisenbahnverbindung in der Woiwodschaft Kleinpolen im Süden Polens, die ursprünglich als staatlich garantierte Lokalbahn Chabówka–Zakopane (poln. Kolej Lokalna Chabówka–Zakopane) erbaut und betrieben wurde. Sie verläuft von Chabówka über Nowy Targ (Neumarkt) nach Zakopane und ist Teil der Hauptverbindung Krakau–Zakopane.

## Geschichte
Die Konzession „zum Baue und Betriebe einer normalspurigen Locomotiveisenbahn von der Station Chabówka der k.k. Staatsbahnen über Neumarkt nach Zakopane“ erhielt der Gutsbesitzer Ladislaw Graf Zamoyski am 4. November 1897. Teil der Konzession war die Verpflichtung, den Bau der Strecke sofort zu beginnen und binnen zwei Jahren fertigzustellen. Die Konzessionsdauer war auf 90 Jahre festgesetzt. Der Konzessionär war auch zum Bau einer Zweigbahn von Neumarkt zur Landesgrenze gegen Kralován verpflichtet, falls die Staatsregierung dies fordern würde.
Das Kapital der 1898 gegründeten Aktiengesellschaft Eisenbahn Chabówka–Zakopane betrug 3.540.000 Kronen. Sitz der Gesellschaft war Wien.
| Aktienart       | Stück | Nominale   |
| --------------- | ----- | ---------- |
| Stammaktie      | 6500  | 400 Kronen |
| Prioritätsaktie | 2350  | 400 Kronen |
| Obligation      | 5650  | 400 Kronen |

Am 25. Oktober 1899 wurde die Strecke eröffnet. Den Betrieb führten die k.k. Staatsbahnen (kkStB) für Rechnung der Eigentümer. Nach dem Ersten Weltkrieg traten an Stelle der kkStB die neu gegründeten Polnischen Staatsbahnen (PKP). Während der deutschen Besetzung Polens 1939–1945 wurde die Strecke von der Ostbahn betrieben.
Die Strecke ist seit 1975 durchgehend elektrifiziert.

## Streckenbeschreibung
Die Strecke beginnt im Bahnhof Chabówka, dem Endpunkt der Bahnstrecke Sucha Beskidzka–Chabówka und dem Beginn der regulär nurmehr bis Rabka-Zdrój als Stichstrecke befahrenen Bahnstrecke Chabówka–Nowy Sącz, und verläuft ansteigend im Tal der Raba bis zum Scheitelpunkt bei Pyzówka, dann absteigend bis zum Bahnhof Nowy Targ (km 22,593), dem früheren Beginn der Bahnstrecke Nowy Targ–Suchá Hora, dann wieder ansteigend im Tal des Biały Dunajec bis zum Bahnhof Zakopane (km 43,334). Chabówka, Nowy Targ, Poronin und Zakopane sind Fernverkehrshalte.
Die Strecke ist eingleisig und mit 3000 Volt Gleichspannung elektrifiziert. Zwischen Chabówka und Nowy Targ darf sie (Stand 2019) von Zügen aller Art mit 50–60 km/h befahren werden, zwischen Nowy Targ und Biały Dunajec von Personenzügen mit 80–90 km/h, von Güterzügen mit 70 km/h, dann von Zügen aller Art mit 40–70 km/h.

## Fahrzeugeinsatz

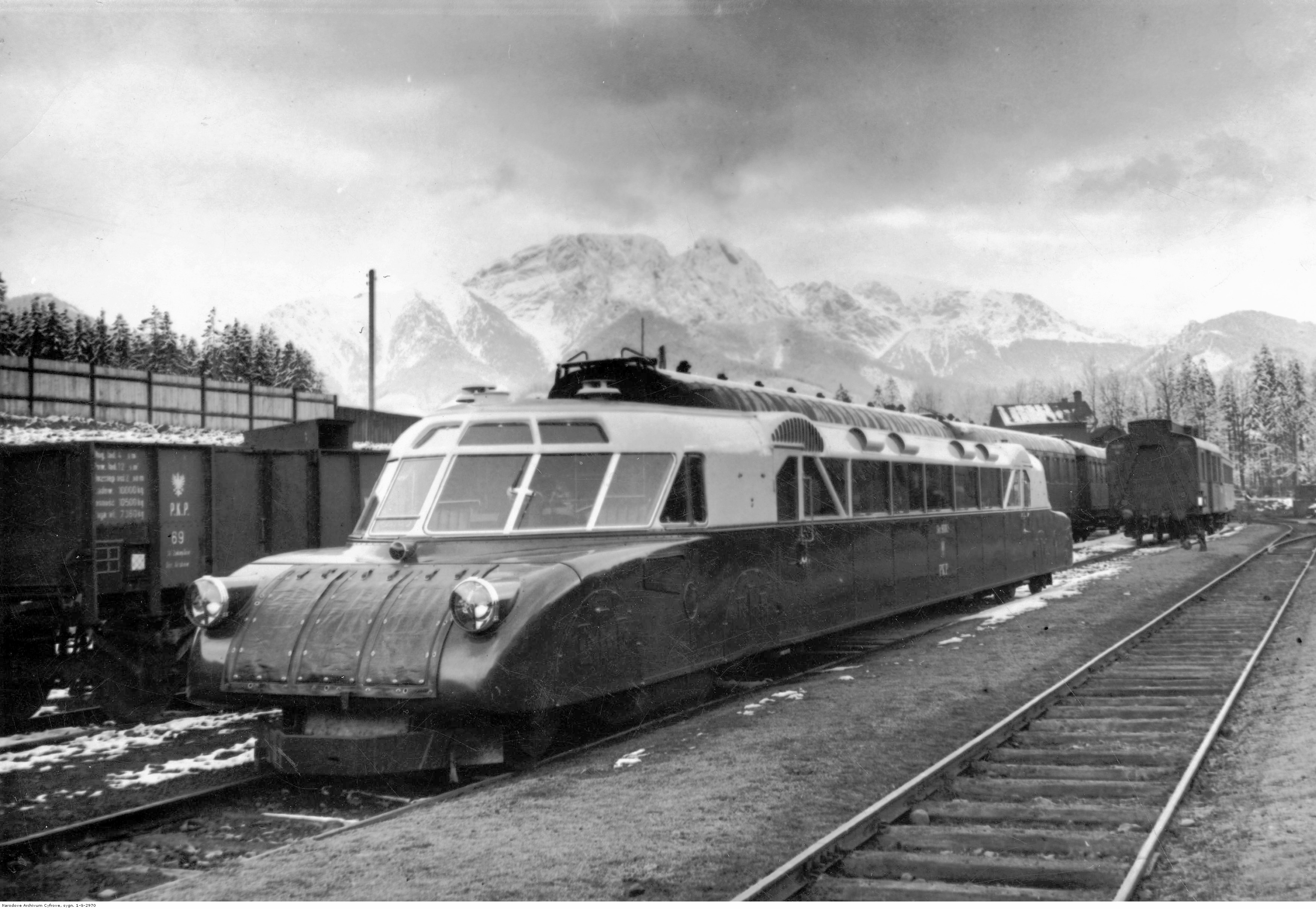
Luxtorpeda im Bahnhof Zakopane (1936)

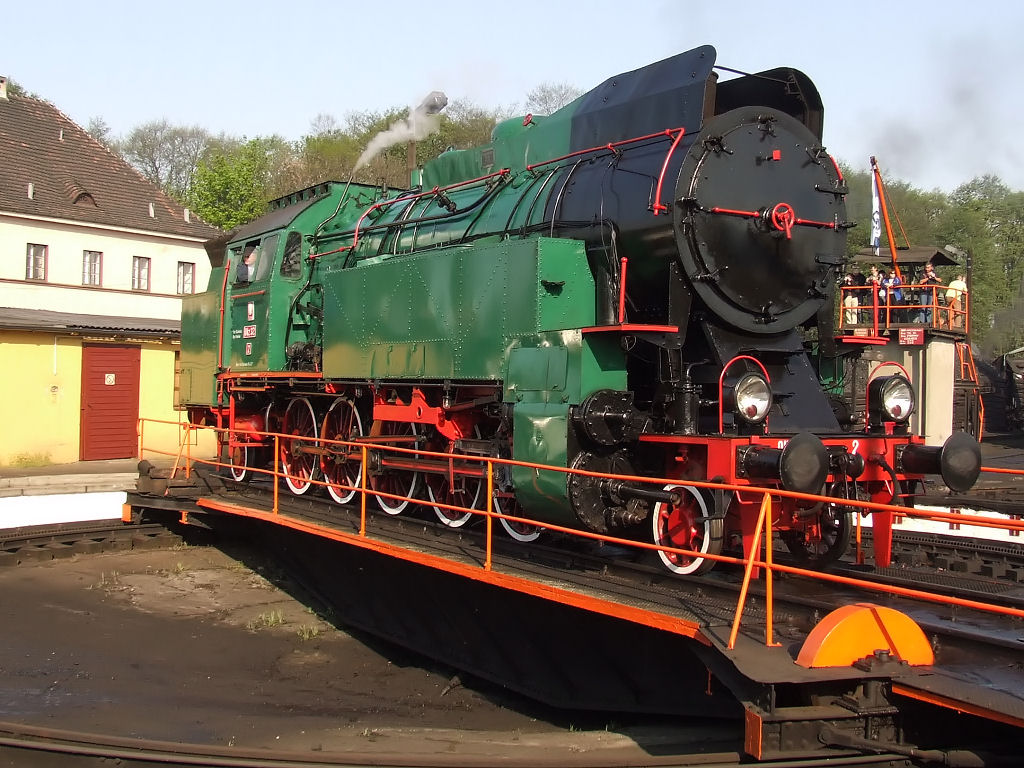
Okz32-2

Für Rechnung der Eigentümer beschafften die kkStB zwei Lokomotiven der Reihe 97 und vier der Reihe 178. Sie trugen die Nummern 97.231–232 sowie 178.11–13 und 178.149.
In den 1930er Jahren wurde die Strecke von den Luxuszügen Luxtorpeda mit Dieselantrieb befahren, die eine Geschwindigkeit von bis zu 115 km/h erreichen konnten.
Vor schweren Reisezügen setzten die PKP ab den 1930er Jahren bis zur Elektrifizierung 1975 die Tenderlokomotiven der PKP-Baureihe OKz32 ein.